# (5432) Imakiire
(5432) Imakiire es un asteroide perteneciente al cinturón de asteroides, descubierto el 3 de noviembre de 1988 por Takuo Kojima desde la Estación Chiyoda, Japón.

## Designación y nombre
Designado provisionalmente como 1988 VN. Fue nombrado Imakiire en honor a Kyoko Imakiire regatista de Kagoshima que realizó un viaje en solitario de ida y vuelta entre Kagoshima y San Francisco en 1988 y un viaje en solitario sin escalas alrededor del mundo en 1991-1992.

## Características orbitales
Imakiire está situado a una distancia media del Sol de 2,616 ua, pudiendo alejarse hasta 2,923 ua y acercarse hasta 2,308 ua. Su excentricidad es 0,117 y la inclinación orbital 3,179 grados. Emplea 1545,62 días en completar una órbita alrededor del Sol.

## Características físicas
La magnitud absoluta de Imakiire es 13,3. Tiene 5,957 km de diámetro y su albedo se estima en 0,286. 